# Erland Josephson
Erland Josephson (ˈæːɭand ˈʝuːsɛfsɔn; Estocolmo, 15 de junio de 1923-Ib., 25 de febrero de 2012) fue un director teatral, actor y escritor sueco.

## Trayectoria
Uno de los más grandes intérpretes suecos del siglo XX, Erland Josephson fue un actor de cine y de teatro de eco internacional. Luego fue director teatral y cinematográfico, así como escritor.
Es sobre todo conocido por su actuación en decenas de películas dirigidas por su amigo Ingmar Bergman; trabajó con él desde el inicio, en 1946 (en un pequeño papel), hasta la última película de éste, Saraband, en 2003. Pero también apareció en películas de otros valiosos cineastas como Andréi Tarkovski, Greenaway, István Szabó o Theodoros Angelopoulos.
Sucedió a Ingmar Bergman como director del gran teatro de Estocolmo, el Dramaten (Kungliga Dramatiska Teatern), desde 1966 hasta 1975, y continuó la revolución realizada por su predecesor.
Publicó varias novelas, cuentos, poemas y dramas. Además fue director de diversas películas. En 1980, dirigió y protagonizó Revolución Marmalade, con la que participó en el 30.º Festival Internacional de Cine de Berlín.
Murió en febrero de 2012, tras haber padecido la enfermedad de Parkinson.

## Filmografía
- Llueve sobre nuestro amor (Bergman, 1946)
- Eva (Gustaf Molander, 1948)
- A la alegría (Bergman, 1950)
- En el umbral de la vida (1957)
- El rostro (Bergman, 1958)
- Flickorna (Mai Zetterling, 1968)
- La hora del lobo (Bergman, 1968)
- Pasión (Bergman, 1969)
- Gritos y susurros (Bergman, 1972)
- Escenas de un matrimonio (Bergman, 1973)
- La flauta mágica (Bergman, 1975)
- Cara a cara (Bergman, 1976)
- Más allá del bien y del mal (Liliana Cavani, 1977)
- Sonata de otoño (Bergman, 1978)
- La primera polka (Klaus Emmerich, 1979)
- Marmalade Revolution (Erland Josephson, 1980)
- Montenegro (Dušan Makavejev, 1981)
- The Melody Haunts My Memory (Rajko Grlic, 1981)
- Fanny y Alexander (Bergman, 1982)
- Variola Vera (Goran Marković, 1982)
- Bella Donna (Peter Keglevic, 1983)
- Nostalghia (Tarkovski, 1983)
- Después del ensayo (Bergman, 1984)
- Sacrificio (Tarkovski, 1986)
- El adivino (István Szabó, 1988)
- Migraciones (1988)
- God afton, Herr Wallenberg (Kjell Grede, 1990)
- La tempestad (Peter Greenaway, 1991)
- Sueño de Strindberg (1994)
- Waiting for Sunset (1995)
- La mirada de Ulises (Angelopoulos, 1995)
- En la presencia de un payaso (Bergman, 1997)
- Las luces me guardan compañía (2000)
- Faithless (Liv Ullmann, 2000; guion de Bergman)
- Now (2002)
- Saraband (Bergman, 2003)
- Il Papa buono, Giovanni Ventitreesimo, TV (Ricky Tognazzi, 2003)
- Dag och natt (Simon Staho, 2004), narrador
- Dobro ustimani mrtvaci (Benjamin Filipovic, 2005)
- Wellkåmm to Verona (Suzanne Osten, 2006)

## Escritos
- A Story About Mr. Silberstein
- Spegeln och en portvakt, 1946
- Spel med bedrövade artister, 1947
- Ensam och fri, 1948
- De vuxna barnen, 1952
- En berättelse om herr Silberstein, 1957
- Loppans kvällsvard, 1986
- Kameleonterna, 1987
- Gubbröra, 1994
- Reskamrater, 2009